# Polyceratocarpus gossweileri
Polyceratocarpus gossweileri är en kirimojaväxtart som först beskrevs av Arthur Wallis Exell, och fick sitt nu gällande namn av Jorge Américo Rodrigues Paiva. Polyceratocarpus gossweileri ingår i släktet Polyceratocarpus och familjen kirimojaväxter. Inga underarter finns listade i Catalogue of Life.